# Langues au Belize
La langue officielle du Belize est l'anglais, hérité de son ancien statut de colonie britannique. Le Belize est le seul pays anglophone d'Amérique centrale.
Bien que l'anglais soit la langue officielle du Belize, selon le recensement de 2010 seulement 63 % de sa population âgée de plus de 3 ans le parle suffisamment bien pour avoir une conversation (et la possibilité existe que certains répondants ayant indiqué le parler puissent en fait s'être référé au kriol). L'espagnol est la deuxième  langue la plus parlée, avec 57 % de la population rapportant être capable de conduire une conversation dans cette langue, suivi du kriol, avec 45 %.
L'anglais est la langue principalement utilisée au gouvernement et dans l'éducation, bien qu'en 2000 seulement 6 % des Béliziens le parlent en tant que langue principale à la maison, mais 54 % le parlent très bien et 26 % savent un peu le parler. 37 % des Béliziens considèrent par ailleurs le kriol (le créole bélizien basé sur la langue anglaise) comme leur langue première.

## Recensement de 2010
Selon le recensement de 2010, 63 % des Béliziens sont capables de soutenir une conversation en anglais. L'anglais et le créole anglais prédominent le long de la côte ainsi que dans le centre et le sud du pays. Dans l'ouest et le nord, l'espagnol est plus répandu. L'espagnol est la seconde langue du pays, utilisée par 57 % de Béliziens. Les divers groupes mayas parlent une langue maya ainsi qu'un dialecte du créole anglais, similaire aux dialectes créoles des îles anglophones des Caraïbes. Des communautés du sud du pays parlent surtout le garifuna.
| Langue parlée          | Population | %     |
| ---------------------- | ---------- | ----- |
| Anglais                | 183 903    | 62,9  |
| Espagnol               | 165 296    | 56,6  |
| Kriol                  | 130 467    | 44,6  |
| Maya q'eqchi'          | 17 581     | 6,0   |
| Maya mopan             | 10 649     | 3,6   |
| Bas allemand mennonite | 9 364      | 3,2   |
| Garifuna               | 8 442      | 2,9   |
| Chinois                | 2 600      | 0,9   |
| Maya yucatèque         | 2 518      | 0,9   |
| Autre                  | 2 729      | 0,9   |
| Ne peut pas parler     | 609        | 0,2   |
| Non mentionnée         | 928        | 0,3   |
| Total                  | 292 263    | 100,0 |

## Recensement de 2000
| Langue                   | Langue Maternelle | Pourcentage | Locuteurs | Pourcentage |
| ------------------------ | ----------------- | ----------- | --------- | ----------- |
| Chinois                  | 1 607             | 0,8 %       | 1 529     | 0,7 %       |
| Kriol (base lexicale an) | 67 527            | 32,9 %      | 75 822    | 37,0 %      |
| Anglais                  | 7 946             | 3,9 %       | 11 551    | 5,6 %       |
| Garifuna                 | 6 929             | 3,4 %       | 4 071     | 2,0 %       |
| Allemand                 | 6 783             | 3,3 %       | 6 624     | 3,2 %       |
| Hindi                    | 280               | 0,1 %       | 193       | 0,1 %       |
| Maya Ketchi              | 10 142            | 4,9 %       | 9 314     | 4,5 %       |
| Maya Mopan               | 6 909             | 3,4 %       | 6 093     | 3,0 %       |
| Maya Yucateco            | 1 176             | 0,6 %       | 613       | 0,3 %       |
| Espagnol                 | 94 422            | 46,0 %      | 88 121    | 43,0 %      |
| Autres /                 | 1 402             | 0,7 %       | 1 192     | 0,6 %       |

## Sur Internet
|  | 93 |

|  | 4 |

|  | 95 |

|  | 5 |

| Rang | Langue                     |
| ---- | -------------------------- |
| 1    | Anglais                    |
| 2    | Espagnol d’Amérique latine |